# 恩盖拉群岛
恩盖拉群岛（英語：Nggela Islands），又称为佛罗里达群岛（英語：Florida Islands），是位于南太平洋的群岛，在所罗门群岛中部。归中部群島省管辖。由恩盖拉苏莱岛（英語：Nggela Sule）、恩盖拉皮莱岛（英語：Nggela Pile）、图拉吉岛、加武图岛、塔南博戈岛组成。其中恩盖拉苏莱岛面积最大。中心城市是图拉吉。

## 历史
佛罗里达群岛位于太平洋战争中赫赫有名的瓜达尔卡纳尔岛正北约40公里，因此对瓜达尔卡纳尔岛战役的进展起到举足轻重的作用。盟军在瓜达尔卡纳尔岛战役之前，扫清驻扎在图拉吉的日军水上飞机部队后作为供水基地使用。
大日本帝國海軍菊月號驅逐艦的殘存艦體也漂浮於這座島岸旁，菊月號驅逐艦也是日本帝國海軍的軍艦裡少數還與某種形式存在海面上的艦船。